# ウラ (ブータン)
ウラ（Ura,_Bhutan）は、ブータン北東部、ブムタン県のウラ・ゲオにある町。

## 松茸フェスティバル
ウラの町は毎年八月の松茸フェスティバルで有名である。この祭りはキノコのシーズンを祝う。